# Carrer de la Blanqueria
El carrer de la Blanqueria, també conegut com a Blanqueries és una via urbana del centre de València. Està situat entre el carrer de Guillem de Castro i el carrer de Comte de Trenor, a més de fitar amb el carrer de Serrans al darrere de les Torres de Serrans. És un carrer molt històric que rodeja per darrere les Torres de Serrans a més de córrer paral·lel amb el Jardí del Túria. També al carrer hi ha el Museu Benlliure i el saló de Racionistes.

## Origen
S'anomenava "la Blanqueria" a tot el barri que s'estenia entre la muralla del segle XIV, que en aquesta part es coneixia com a "mur de la Blanqueria" o "de les Blanqueries", l'hort del convent del Carme i les Torres de Serrans. El nom venia de l'activitat dels blanquers, artesans que adobaven i processaven les pells i draps a la zona aprofitant l'aigua de la séquia de Rovella.
El treball dels blanquers es desenvolupava normalment fora dels murs de la ciutat i prop de l'aigua, perquè comportava mala olor. El barri quedava fora de la muralla del segle XI. En construir-se la del segle XIV va quedar intramurs i va caldre obrir en 1399 un portell que donés accés al riu, portell anomenat oficialment de Madona Santa Bàrbera, pero popularment dit Portalet dels Blanquers.
Des de'l segle XIV s'hi trobava la Casa Social dels Curtidors, als números 21 i 23. En 1892 encara hi havia curtidories als números 1, 11, 19 i 27, entre d'altres. L'activitat continuà fins a mitjans del segle XX.
L'alineació del carrer no va quedar establerta definitivament fins a l'enderroc de les muralles en 1865.

## Monuments i altres elements
- Alberedes de Serrans, al costat nord del carrer.
- Casa-Museu Benlliure, al número 23.
- Saló de Racionistes, al número 15.